# Argyroeides nephelophora
Argyroeides nephelophora là một loài bướm đêm thuộc phân họ Arctiinae, họ Erebidae.